# 米尼多卡 (愛達荷州)
米尼多卡（英語：Minidoka）是一個位於美國愛達荷州米尼多卡縣的城市。

## 地理
米尼多卡的座標為42°45′14″N 113°29′24″W / 42.75389°N 113.49000°W，而該地的平均海拔高度為1305米（即4281英尺）。

## 人口
根據2010年美國人口普查的數據，米尼多卡的面積為0.27平方千米，當中陸地面積為0.27平方千米，而水域面積為0.00平方千米。當地共有人口112人，而人口密度為每平方千米414.81人。